# Hôtel Terminus (film)
Pour les articles homonymes, voir Hôtel Terminus.
Pour plus de détails, voir Fiche technique et Distribution.
Hôtel Terminus, sous-titré Klaus Barbie, sa vie et son temps, est un film documentaire franco-germano-américain réalisé par Marcel Ophüls, sorti en 1988. Son titre fait référence à l'hôtel Terminus de Lyon, siège lyonnais de la Gestapo à partir de fin 1942.

## Synopsis
Le documentaire relate la vie du criminel de guerre nazi Klaus Barbie : son enfance, son affectation à Lyon en tant que membre de la Gestapo, ses quarante années de fuite et son procès pour crimes contre l'humanité. 

## Fiche technique
- Titre : Hôtel Terminus
- Réalisation : Marcel Ophüls
- Scénario : Marcel Ophüls
- Conseiller scientifique: Christopher Simpson
- Photo : Pierre Boffety
- Montage : Catherine Zins
- Durée : 267 minutes
- Date de sortie : novembre 1988

## Distribution
- Marcel Ophüls : lui-même
- Jeanne Moreau : narratrice
- Johannes Schneider-Merck : importeur/exporteur allemand, voisin de Barbie à Lima
- Raymond Lévy : joueur de billard à Lyon
- Marcel Cruat : joueur de billard à Lyon
- Henri Varlot : joueur de billard à Lyon
- Pierre Mérindol : journaliste de Lyon
- Johann Otten : fermier, ami d'école du village natal de Barbie
- Peter Minn : major de la Wehrmacht, à la retraite, ami d'université de Barbie
- Claude Bourdet : chef résistant
- Eugene Kolb : lieutenant, C.I.C. Control Officer, à la retraite, supérieur de Barbie
- Lise Lesèvre : membre du « French Underground »
- Daniel Cordier : ancien secrétaire de Jean Moulin
- Lucie Aubrac : résistante
- Raymond Aubrac : chef résistant
- Simone Lagrange : survivante d'Auschwitz
- Régis Debray : lui-même

## Distinctions
- Festival de Cannes 1988 : Prix FIPRESCI
- Berlinale 1989 : Peace Film Award
- Oscars 1989 : Oscar du meilleur film documentaire